# Даша (порнографска глумица)
Даша (чеш. Dasha), рођена као Дагмар Козелкова (чеш. Dagmar Kozelková), 21. новембра 1976) чешка је порнографска глумица.

## Биографија
Дагмар Козелкова је била синхрона пливачица и плесачица у родној Чешкој пре него што се преселила у Сједињене Државе 1996.
Године 1999, почела је каријеру у порно индустрији за Вивид Видео, где јој је први филм био Broken English.
Наредне године, Даша се појавила у музичком споту познате певачице Мадоне (Music). Марта 2002. је фотографисана у часопису за мушкарце Плејбој

## Награде и номинације
- 2001 АВН награда номинација - Shakespeare Revealed.
- 2003 АВН награда номинација - Paying the Piper
- 2003 АВН награда номинација - Take 5
- 2003 АВН награда номинација - The Vision
- 2004 АВН награда номинација - Heaven's Revenge
- 2005 АВН награда номинација - The 8th Sin
- 2005 АВН награда номинација - The 8th Sin
- 2006 АВН награда номинација - Suck Fuck Swallow
- 2006 АВН награда номинација - Suck Fuck Swallow
- 2007 АВН награда номинација - Emperor
- 2007 АВН награда номинација - Emperor